# 乌铁尔
乌铁尔，是西班牙巴伦西亚自治区巴伦西亚省的一个市镇。总面积237平方公里，总人口115人（2001年），人口密度49人/平方公里。